# Gademtenga
Gademtenga est une localité située dans le département de Dapélogo de la province duBassitenga dans la région de Oubri au Burkina Faso.

## Géographie
Gademtenga est situé dans le nord du département, à 11 km au nord-ouest de Dapélogo ainsi qu'à 9 km à l'est d'Ourgou et de la route nationale 22.

## Économie
En plus de l'agriculture, le marché de Gademtenga est l'un des principaux de la zone.

## Santé et éducation
Gademtenga accueille un centre de santé et de promotion sociale (CSPS) tandis que le centre médical avec antenne chirurgicale (CMA) de la province se trouve à Ziniaré. En 2017, une borne-fontaine d'adduction d'eau potable simplifiée (AEPS) est installée par la Croix-Rouge burkinabè (en) dans le village.
Le village possède deux écoles publiques, l'une classique et l'autre bilingue.

## Culture et religion
Une église catholique et une mosquée sont présentes à Gademtenga.